# Anastatus ferrierei
Anastatus ferrierei är en stekelart som beskrevs av Kalina 1981. Anastatus ferrierei ingår i släktet Anastatus och familjen hoppglanssteklar.
Artens utbredningsområde är Algeriet. Inga underarter finns listade i Catalogue of Life.